# الجازية
الجازية بلدية بولاية أم البواقي، وهي بلدة تقع على بعد حوالي 70 كيلومترا عن عاصمة الولاية أم البواقي في جهتها الشرقية، يصل تعداد سكانها حاليا إلى نحو 7 آلاف نسمة وتبلغ مساحتها 19600 هكتار، وهي ذات طابع رعوي وفلاحي.